# 洪貞敏
洪貞敏（：／ Hong Jung-min，1978年11月24日—），大韓民國自由派政治人物，第21屆國會議員。